# Heteronyx disjectus
Heteronyx disjectus är en skalbaggsart som beskrevs av Blackburn 1910. Heteronyx disjectus ingår i släktet Heteronyx och familjen Melolonthidae. Inga underarter finns listade i Catalogue of Life.